# Городищенська волость (Пирятинський повіт)
Городищенська волость — адміністративно-територіальна одиниця Пирятинського повіту Полтавської губернії з центром у містечку Городище.
Старшинами волості були:
- 1900 року селянин Феофан Деомидович Гейко[1];
- 1904 року селянин Яків Кирилович Линовицький[2];
- 1913 року Андрій Карпович Ященко[3];
- 1915 року Іван Гаврилович Туник[4].